# Кадлуб-Туравський
Кадлуб-Туравський (пол. Kadłub Turawski, нім. Kadlub Turawa, 1936-45: Fichten in Oberschlesien) — село в Польщі, у гміні Турава Опольського повіту Опольського воєводства.
Населення — 599 осіб (2011).

## Демографія
Демографічна структура станом на 31 березня 2011 року:
|          | Загалом | Допрацездатний вік | Працездатний вік | Постпрацездатний вік |
| -------- | ------- | ------------------ | ---------------- | -------------------- |
| Чоловіки | 282     | 51                 | 189              | 42                   |
| Жінки    | 317     | 43                 | 194              | 80                   |
| Разом    | 599     | 94                 | 383              | 122                  |